# 刈羽郡
- 令制国一覧 > 北陸道 > 越後国 > 刈羽郡
- 日本 > 中部地方 > 新潟県 > 刈羽郡

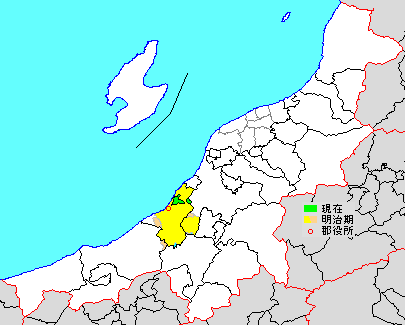
新潟県刈羽郡の位置（緑：刈羽村 薄黄：後に他郡に所属した地域 水色：後に他郡から編入された地域）

刈羽郡（かりわぐん）は、新潟県（越後国）の郡。ここでは前身にあたる三島郡（みしまぐん）についても記述する。
人口4,146人、面積26.27km²、人口密度158人/km²。（2025年3月1日、推計人口）
以下の1村を含む。
- 刈羽村（かりわむら）

## 郡域
1879年（明治12年）に行政区画として発足した当時の郡域は、上記1村のほか、以下の区域にあたる。
- 柏崎市の大部分（高柳町田代[1]および青海川、笠島、小杉、吉尾、蕨野以西を除く）
- 長岡市の一部（小国町大貝[2]を除く小国町各町・千谷沢[3]）

## 歴史

### 古代から近世まで
刈羽郡の地域はかつては越中国古志郡に属していた。大宝2年（702年）に越後国に割譲され、平安時代に三島郡（みしまぐん）として古志郡から分離した。
その後、中世に古志郡からさらに山東郡（さんとうぐん、のち三島郡）が分離した頃から、三島郡（みしまぐん）は刈羽郡または苅羽郡と称するようになった。江戸時代初期に幕府は当郡の呼称を旧に復すると称して沼垂郡（ぬったりぐん）としたことがあった。しかし、沼垂郡は本来、越後国北部の阿賀野川以北を指した郡名であり、この改称は誤りであった。

### 近代以降の沿革
- 「旧高旧領取調帳」に記載されている明治初年時点での支配は以下の通り。幕府領は全域が桑名藩預地。●は寺社領、○は寺社除地[4]が存在。（2町194村）

| 知行         | 知行                         | 村数     | 村名 |
| ------------ | ---------------------------- | -------- | --- |
| 幕府領       | 幕府領                       | 26村     | 尾町村、灰爪村、○石地村、別山新田、○滝谷村、○入和田村、成沢村、○刈羽村、○善根村、嶺村、軽井川村、○下方村、佐藤池新田、半田村、大河内新田、女谷村、清水谷村、谷川新田、折居村、石黒村、○岡野町村、○山室村、○大沢村、○石曽根村、山横沢村、○新町村 |
| 幕府領       | 旗本領（安藤熊吉）           | 11村     | 春日村、○下原村、上原村、原新田村、○長崎村、○長崎新田、山本村、田塚村、橋場村、黒橋新田、○平井村 |
| 幕府領       | 旗本領（安西保太郎）         | 2村      | 上高町村、大沼村 |
| 幕府領       | 幕府領・旗本領（安西保太郎） | 1村      | 下高町村 |
| 藩領         | 伊勢桑名藩                   | 1町 79村 | 大坪村、西室西淵新田、○井岡村、大塚村、悪田村、長浜村、○比角村、○柏崎町、上田尻村、●○藤井村、○茨目村、●○下田尻村、新田畑村、両田尻村、○土合村、土合新田、下大新田、○剣村、上大新田、○畔屋村、○中田村、○与三村、○矢田村、○吉井村、○曽地新田、○曽地村、○大広田村、○北条村、○小島村、○山澗村、○長鳥村、善根村下組、○南条村、南条新田、○加納村、○宮平村、○与板村、○安田村、中浜村、○大窪村、下宿村、○鯨波村、上方村、○枇杷島村、○剣野村、桜井新田、堀村、山谷新田、○藤橋村、小池新田、横山村、岩上村、○新道村、○南下村、○宮窪村、北川原村、城川原村、小田山新田、○古町村、細越村、田代分、山口村、芋川村、貝淵村、○水上村、佐水村、○黒滝村、○久米村、○野田村、宮川新田、○木沢村、○田屋村、○漆島村、○荻ノ島村、○門出村、門出新田、○栃ヶ原村、○岡田村、○森近村、苔野島村、○上岩田村 |
| 藩領         | 越後椎谷藩                   | 1町 19村 | 大津村、大崎村、甲田村、浜忠村、椎谷町、鎌田村、礼拝村、下山田村、伊毛村、上山田村、藤掛村、池浦村、鬼王村、妙法寺村、北野村、内方村、十日市村、五日市村、和田村、旧広田村 |
| 藩領         | 陸奥上山藩                   | 20村     | 黒部村、小黒須村、五十土村、○赤田北方村、○飯塚新田、割町新田、○赤田町方村、○飯塚村、○花田村、黒川村、新保村、新保新田、西元寺村、○相野原村、二本柳村、○横沢村、武石村、上新田村、下新田村、○千谷沢村 |
| 藩領         | 越後長岡藩                   | 18村     | ○高尾村、○山中村、原村、増沢村、三桶村、山野田村、○太郎丸村、○諏訪井村、島屋敷村、○島新田、法末村、○楢沢村、○森光村、○小栗山村、○小国沢村、○法坂村、上谷内新田、○桐沢村 |
| 藩領         | 越後与板藩                   | 13村     | ○別山村、○田沢村、○後谷村、○宝蔵寺新田、○滝谷新田村、尾之内村、○長嶺村、●二田村、油田村、荒浜村、○宮川村、○寺尾村、○新屋敷村 |
| 藩領         | 越後高田藩                   | 1村      | ○谷根村 |
| 幕府領・藩領 | 幕府領・長岡藩               | 1村      | ○七日町村 |
| 幕府領・藩領 | 幕府領・桑名藩               | 1村      | 市野新田 |
| 幕府領・藩領 | 幕府領・椎谷藩               | 1村      | 坂田村 |
| 幕府領・藩領 | 旗本領（安藤熊吉）・桑名藩   | 1村      | ○正明寺村 |

- 慶応4年
  - 閏4月29日（1868年6月19日） - 戊辰戦争で新政府軍が桑名藩の陣屋がある柏崎を制圧。
  - 7月27日（1868年9月13日） - 幕府領・旗本領・桑名藩領が柏崎県（第1次）の管轄となる。
- 明治元年11月5日（1868年12月18日） - 柏崎県を廃して新潟府に合併することが布達される（実行されず）。
- 明治2年
  - 2月22日（1869年4月3日） - 再度柏崎県を廃止する布達が出され、越後府（第2次）に合併。
  - 8月25日（1869年9月30日） - 旧・柏崎県の管轄地が柏崎県（第2次）の管轄となる。
- 明治3年10月22日（1870年11月15日） - 長岡藩が廃藩となり、領地が柏崎県の管轄となる。
- 明治4年
  - 7月14日（1871年8月29日） - 廃藩置県により藩領が椎谷県、上山県、与板県、高田県の管轄となる。
  - 11月20日（1871年12月31日） - 第1次府県統合により全域が柏崎県の管轄となる。
- 明治初年 - 山谷新田が堀村に、小池新田が半田村にそれぞれ合併されたとみられる。（2町192村）
- 明治6年（1873年）
  - 6月10日 - 新潟県（第2次）の管轄となる。
  - 北川原村・城川原村が合併して上条村となる。（2町191村）
- 明治8年（1875年） - 別山新田が別山村に合併。（2町190村）
- 明治9年（1876年）（2町187村）
  - 原新田村が上原村に、大沼村が上高町村にそれぞれ合併。
  - 西室西淵新田が井岡村に合併。
- 明治10年（1877年） - 善根村下組が善根村に、黒橋新田が橋場村に、南条新田が南条村に、桜井新田が下方村に、門出新田が門出村に、新保新田が新保村に、増沢村が原村に、島屋敷村・島新田が諏訪井村にそれぞれ合併。（2町178村）
- 明治12年（1879年）
  - 4月9日 - 郡区町村編制法の新潟県での施行により行政区画としての刈羽郡が発足。郡役所を柏崎町に設置。
  - 嶺村の所属郡が東頸城郡に、谷根村の所属郡が中頸城郡にそれぞれ変更。（2町176村）
- 明治13年（1881年） - 十日市村のうち日本海に面した十日市新田と称する地区が分村して大湊村となる。（2町177村）
- 明治14年（1882年）（2町180村）
  - 長鳥村が東長鳥村・西長鳥村に分村。
  - 北条村支村のうち今熊村・十日市村・鹿島村・赤尾村が分村して本条村となる。
  - 北条村支村のうち上光安村・下光安村・深沢村・家則村・兼則村・笹川村が分村して東条村となる。
- 明治20年（1888年） - 飯塚新田が飯塚村に合併。（2町179村）

### 町村制以降の沿革
- 明治22年（1889年）4月1日 - 町村制の施行により以下の町村が発足。特記以外は現・柏崎市。（3町68村）

- 柏崎町（単独町制）
- 大洲村 ← 大窪村、中浜村
- 下宿村、鯨波村（それぞれ単独村制）
- 枇杷島村 ← 枇杷島村、剣野村
- 鏡里村 ← 半田村、岩上村、佐藤池新田、軽井川村
- 豊田村 ← 上方村、下方村、横山村、藤橋村、堀村、南下村
- 日高村 ← 新道村、大河内新田、貝淵村、黒滝村
- 上条村 ← 宮窪村、上条村、山口村、古町村、芋川村、小田山新田、佐水村
- 別俣村 ← 久米村、水上村、細越村
- 野田村 ← 野田村、宮川新田
- 田沢村 ← 田屋村、木沢村
- 女谷村 ← 女谷村、市野新田、清水谷村、谷川新田
- 折居村（単独村制）
- 石黒村 ← 石黒村、門出村［］
- 門出村（門出村［一部を除く］が単独村制）
- 荻ノ島村、栃ヶ原村、漆島村、高尾村、岡野町村、山中村、岡田村、大沢村、山室村、石曽根村、森近村、森光村、小栗山村（それぞれ単独村制）
- 増田村 ← 山野田村、苔野島村、三桶村、原村
- 法末村（単独村制）
- 結城野村 ← 諏訪井村、太郎丸村、小国沢村、上岩田村、楢沢村
- 中里村 ← 新町村、相野原村、二本柳村、上谷内新田、法坂村、桐沢村
- 七日町村（単独村制）
- 千谷沢村 ← 千谷沢村、上新田村、下新田村
- 武石村、横沢村、山横沢村、善根村、加納村（それぞれ単独村制）
- 秋津村 ← 与板村、宮平村
- 北条村 ← 本条村、北条村、東条村
- 小澗村 ← 小島村、山澗村
- 広田村 ← 大広田村、旧広田村
- 長鳥村 ← 東長鳥村、西長鳥村
- 南条村、安田村、平井村（それぞれ単独村制）
- 田尻村 ← 上田尻村、下田尻村、両田尻村、茨目村
- 比角村（単独村制）
- 藤井村 ← 長浜村、新田畑村、田塚村、藤井村
- 旭村 ← 中田村、上大新田、畔屋村、与三村
- 槇原村 ← 悪田村、春日村、橋場村、下原村、上原村、山本村
- 日吉村 ← 剣村、土合村、土合新田、下大新田、長崎村、長崎新田
- 吉井村 ← 矢田村、吉井村
- 曽地村 ← 曽地村、花田村、曽地新田（現：柏崎市）、飯塚村（現：柏崎市、刈羽村）
- 油田村 ← 油田村、黒川村（現：刈羽村）、成沢村、小黒須村、五十土村（現：柏崎市）
- 東城村 ← 大塚村、新屋敷村、赤田町方村、赤田北方村（現：刈羽村）
- 刈羽村 ← 刈羽村、割町新田、上高町村、下高町村、正明寺村（現存）
- 勝山村 ← 十日市村、西元寺村、寺尾村、入和田村、滝谷村、滝谷新田村、宝蔵寺新田（現：刈羽村）
- 長原村 ← 北野村、大坪村、内方村、五日市村（現：柏崎市）、井岡村（現：刈羽村）
- 妙法寺村（単独村制）
- 二田村 ← 坂田村、二田村、鬼王村、黒部村、新保村、和田村
- 長谷村 ← 長嶺村、後谷村
- 別山村 ← 別山村、尾之内村、灰爪村、上山田村
- 中川村 ← 田沢村、藤掛村、池浦村、礼拝村、伊毛村、下山田村、鎌田村
- 石地町村 ← 石地村、尾町村
- 大田村 ← 大津村、大崎村、甲田村、浜忠村
- 椎谷町（単独村制）
- 宮川町 ← 宮川村、大湊村
- 荒浜村（単独村制）

- 明治23年（1890年）4月1日 - 石地町村が町制施行・改称して石地町となる。(4町67村）
- 明治30年（1897年）1月1日 - 新潟県で郡制を施行。
- 明治32年（1899年）4月14日 - 二田村・長谷村が合併し、改めて二田村が発足。（4町66村）
- 明治33年（1900年）2月23日 - 森光村・小栗山村が合併して森山村が発足。（4町65村）
- 明治34年（1901年）11月1日 - 下記の町村の統合が行われる。いずれも新設合併。（3町29村）

- 高浜町 ← 椎谷町、宮川町
- 石地町 ← 石地町、大田村
- 枇杷島村 ← 枇杷島村、鏡里村［半田・岩上］
- 田尻村 ← 田尻村、安田村、平井村、鏡里村［軽井川・佐藤池新田］
- 西中通村 ← 槇原村、日吉村
- 北鯖石村 ← 旭村、藤井村
- 高田村 ← 日高村、豊田村
- 中通村 ← 吉井村、油田村、曽地村、東城村［赤田町方・赤田北方］
- 刈羽村 ← 刈羽村、勝山村、東城村［新屋敷・大塚］
- 中鯖石村 ← 善根村、加納村、秋津村
- 南鯖石村 ← 森近村、石曽根村、山室村、大沢村
- 上条村 ← 上条村、別俣村
- 野田村 ← 野田村、田沢村
- 鵜川村 ← 女谷村、折居村
- 高柳村 ← 岡野町村、岡田村、高尾村、漆島村、荻ノ島村、門出村、栃ヶ原村、山中村
- 上小国村 ← 森山村、増田村、結城野村、法末村
- 北条村 ← 北条村、南条村、小澗村、広田村、長鳥村
- 内郷村 ← 別山村、中川村
- 二田村 ← 二田村、長原村、妙法寺村

- 大正12年（1923年）3月31日 - 郡会が廃止。郡役所は存続。
- 大正13年（1924年）8月10日 - 下宿村・大洲村が柏崎町に編入。（3町27村）
- 大正15年（1926年）
  - 6月30日 - 郡役所が廃止。以降は地域区分名称となる。
  - 9月10日 - 比角村が柏崎町に編入。（3町26村）
- 昭和3年（1928年）12月1日 - 枇杷島村が柏崎町に編入。（3町25村）
- 昭和15年（1940年）
  - 4月1日 - 鯨波村が柏崎町に編入。（3町24村）
  - 7月1日 - 柏崎町が市制施行して柏崎市となり、郡より離脱。（2町24村）
- 昭和23年（1948年）11月1日 - 西中通村の一部（悪田）が柏崎市に編入。
- 昭和24年（1949年）7月1日 - 中里村・横沢村・武石村・七日町村が合併して小国村が発足。（2町21村）
- 昭和26年（1951年）4月1日 - 北鯖石村の一部（田塚・長浜・新田畑）が柏崎市に編入。
- 昭和27年（1952年）7月1日 - 上小国村が中魚沼郡仙田村の一部（現：長岡市小国町大貝）を編入。
- 昭和29年（1954年）
  - 4月1日 - 西中通村が柏崎市に編入。（2町20村）
  - 7月5日 - 荒浜村が柏崎市に編入。（2町19村）
- 昭和30年（1955年）
  - 1月10日 - 山横沢村が小国村に編入。（2町18村）
  - 2月1日 - 北鯖石村・田尻村・高田村が柏崎市に編入。（2町15村）
  - 4月1日 - 石黒村が高柳村に編入（2町14村）
  - 11月3日 - 高柳村が町制施行して高柳町となる。（3町13村）
- 昭和60年（1985年）
  - 1月1日 - 高柳町が東頸城郡松代町の一部（清水の一部）を編入。
  - 9月30日（4町7村）
    - 上条村・野田村・鵜川村が合併して黒姫村が発足。
    - 石地町・内郷村が合併して朝日町が発足。
    - 小国村・上小国村が合併して小国町が発足。
    - 中通村の一部（赤田町方・赤田北方・油田・黒川および飯塚の一部[29]）が刈羽村、一部（吉井の一部[30]）が北条村、残部が柏崎市に分割編入。
- 昭和32年（1957年）
  - 4月1日 - 高浜町および黒姫村の一部（上条・宮之窪・山口・佐水・芋川・古町・小田山新田[31]）が柏崎市に編入。（3町7村）
  - 7月5日（3町4村）
    - 中鯖石村・南鯖石村が柏崎市に編入。
    - 千谷沢村の一部[32]が小国町、残部[33]が三島郡越路町に分割編入。

  - 10月1日 - 北条村が町制施行して北条町となる。（4町3村）
- 昭和34年（1959年）4月10日（4町2村）
  - 二田村の一部（井岡）が刈羽村に編入。
  - 朝日町および二田村の残部が合併して西山町が発足。
- 昭和43年（1968年）11月1日 - 黒姫村が柏崎市に編入。（4町1村）
- 昭和46年（1971年）5月1日 - 北条町が柏崎市に編入。（3町1村）
- 昭和60年（1985年）4月1日 - 高柳町が東頸城郡松代町の一部（田代）を編入。
- 平成17年（2005年）
  - 4月1日 - 小国町が長岡市に編入。（2町1村）
  - 5月1日 - 高柳町・西山町が柏崎市に編入。（1村）

### 変遷表
| 明治以前                | 明治以前                | 明治初年 - 明治22年     | 明治22年 4月1日 町村制施行 | 明治22年 - 明治33年     | 明治34年 - 明治45年                     | 大正元年 - 昭和20年          | 大正元年 - 昭和20年        | 昭和21年 - 昭和40年                     | 昭和21年 - 昭和40年                     | 昭和21年 - 昭和40年          | 昭和21年 - 昭和40年               | 昭和41年 - 昭和64年          | 平成元年 - 現在             | 現在   |
| ----------------------- | ----------------------- | ----------------------- | -------------------------- | ----------------------- | --------------------------------------- | ---------------------------- | -------------------------- | --------------------------------------- | --------------------------------------- | ---------------------------- | --------------------------------- | ---------------------------- | --------------------------- | ------ |
| 油田村                  | 油田村                  | 油田村                  | 油田村                     | 油田村                  | 明治34年11月1日 中通村                  | 中通村                       | 中通村                     | 中通村                                  | 中通村                                  | 昭和31年9月30日 刈羽村に編入 | 刈羽村                            | 刈羽村                       | 刈羽村                      | 刈羽村 |
| 黒川村                  | 黒川村                  | 黒川村                  | 油田村                     | 油田村                  | 明治34年11月1日 中通村                  | 中通村                       | 中通村                     | 中通村                                  | 中通村                                  | 昭和31年9月30日 刈羽村に編入 | 刈羽村                            | 刈羽村                       | 刈羽村                      | 刈羽村 |
| 成沢村                  | 成沢村                  | 成沢村                  | 油田村                     | 油田村                  | 明治34年11月1日 中通村                  | 中通村                       | 中通村                     | 中通村                                  | 中通村                                  | 昭和31年9月30日 柏崎市に編入 | 柏崎市                            | 柏崎市                       | 柏崎市                      | 柏崎市 |
| 小黒須村                | 小黒須村                | 小黒須村                | 油田村                     | 油田村                  | 明治34年11月1日 中通村                  | 中通村                       | 中通村                     | 中通村                                  | 中通村                                  | 昭和31年9月30日 柏崎市に編入 | 柏崎市                            | 柏崎市                       | 柏崎市                      | 柏崎市 |
| 五十土村                | 五十土村                | 五十土村                | 油田村                     | 油田村                  | 明治34年11月1日 中通村                  | 中通村                       | 中通村                     | 中通村                                  | 中通村                                  | 昭和31年9月30日 柏崎市に編入 | 柏崎市                            | 柏崎市                       | 柏崎市                      | 柏崎市 |
| 曽地村                  | 曽地村                  | 曽地村                  | 曽地村                     | 曽地村                  | 明治34年11月1日 中通村                  | 中通村                       | 中通村                     | 中通村                                  | 中通村                                  | 昭和31年9月30日 柏崎市に編入 | 柏崎市                            | 柏崎市                       | 柏崎市                      | 柏崎市 |
| 曽地新田                | 曽地新田                | 曽地新田                | 曽地村                     | 曽地村                  | 明治34年11月1日 中通村                  | 中通村                       | 中通村                     | 中通村                                  | 中通村                                  | 昭和31年9月30日 柏崎市に編入 | 柏崎市                            | 柏崎市                       | 柏崎市                      | 柏崎市 |
| 花田村                  | 花田村                  | 花田村                  | 曽地村                     | 曽地村                  | 明治34年11月1日 中通村                  | 中通村                       | 中通村                     | 中通村                                  | 中通村                                  | 昭和31年9月30日 柏崎市に編入 | 柏崎市                            | 柏崎市                       | 柏崎市                      | 柏崎市 |
| 飯塚新田                | 飯塚新田                | 明治20年 飯塚村         | 曽地村                     | 曽地村                  | 明治34年11月1日 中通村                  | 中通村                       | 中通村                     | 中通村                                  | 中通村                                  | 昭和31年9月30日 柏崎市に編入 | 柏崎市                            | 柏崎市                       | 柏崎市                      | 柏崎市 |
| 飯塚村                  | 一部を除く              | 明治20年 飯塚村         | 曽地村                     | 曽地村                  | 明治34年11月1日 中通村                  | 中通村                       | 中通村                     | 中通村                                  | 中通村                                  | 昭和31年9月30日 柏崎市に編入 | 柏崎市                            | 柏崎市                       | 柏崎市                      | 柏崎市 |
| 飯塚村                  | 一部                    | 明治20年 飯塚村         | 曽地村                     | 曽地村                  | 明治34年11月1日 中通村                  | 中通村                       | 中通村                     | 中通村                                  | 中通村                                  | 昭和31年9月30日 刈羽村に編入 | 刈羽村                            | 刈羽村                       | 刈羽村                      | 刈羽村 |
| 赤田町方村              | 赤田町方村              | 赤田町方村              | 東城村                     | 東城村                  | 明治34年11月1日 中通村                  | 中通村                       | 中通村                     | 中通村                                  | 中通村                                  | 昭和31年9月30日 刈羽村に編入 | 刈羽村                            | 刈羽村                       | 刈羽村                      | 刈羽村 |
| 赤田北方村              | 赤田北方村              | 赤田北方村              | 東城村                     | 東城村                  | 明治34年11月1日 中通村                  | 中通村                       | 中通村                     | 中通村                                  | 中通村                                  | 昭和31年9月30日 刈羽村に編入 | 刈羽村                            | 刈羽村                       | 刈羽村                      | 刈羽村 |
| 大塚村                  | 大塚村                  | 大塚村                  | 東城村                     | 東城村                  | 明治34年11月1日 刈羽村                  | 刈羽村                       | 刈羽村                     | 刈羽村                                  | 刈羽村                                  | 刈羽村                       | 刈羽村                            | 刈羽村                       | 刈羽村                      | 刈羽村 |
| 新屋敷村                | 新屋敷村                | 新屋敷村                | 東城村                     | 東城村                  | 明治34年11月1日 刈羽村                  | 刈羽村                       | 刈羽村                     | 刈羽村                                  | 刈羽村                                  | 刈羽村                       | 刈羽村                            | 刈羽村                       | 刈羽村                      | 刈羽村 |
| 刈羽村                  | 刈羽村                  | 刈羽村                  | 刈羽村                     | 刈羽村                  | 明治34年11月1日 刈羽村                  | 刈羽村                       | 刈羽村                     | 刈羽村                                  | 刈羽村                                  | 刈羽村                       | 刈羽村                            | 刈羽村                       | 刈羽村                      | 刈羽村 |
| 割町新田                | 割町新田                | 割町新田                | 刈羽村                     | 刈羽村                  | 明治34年11月1日 刈羽村                  | 刈羽村                       | 刈羽村                     | 刈羽村                                  | 刈羽村                                  | 刈羽村                       | 刈羽村                            | 刈羽村                       | 刈羽村                      | 刈羽村 |
| 上高町村                | 上高町村                | 明治9年 上高町村        | 刈羽村                     | 刈羽村                  | 明治34年11月1日 刈羽村                  | 刈羽村                       | 刈羽村                     | 刈羽村                                  | 刈羽村                                  | 刈羽村                       | 刈羽村                            | 刈羽村                       | 刈羽村                      | 刈羽村 |
| 大沼村                  |                         | 明治9年 上高町村        | 刈羽村                     | 刈羽村                  | 明治34年11月1日 刈羽村                  | 刈羽村                       | 刈羽村                     | 刈羽村                                  | 刈羽村                                  | 刈羽村                       | 刈羽村                            | 刈羽村                       | 刈羽村                      | 刈羽村 |
| 下高町村                | 下高町村                | 下高町村                | 刈羽村                     | 刈羽村                  | 明治34年11月1日 刈羽村                  | 刈羽村                       | 刈羽村                     | 刈羽村                                  | 刈羽村                                  | 刈羽村                       | 刈羽村                            | 刈羽村                       | 刈羽村                      | 刈羽村 |
| 正明寺村                | 正明寺村                | 正明寺村                | 刈羽村                     | 刈羽村                  | 明治34年11月1日 刈羽村                  | 刈羽村                       | 刈羽村                     | 刈羽村                                  | 刈羽村                                  | 刈羽村                       | 刈羽村                            | 刈羽村                       | 刈羽村                      | 刈羽村 |
| 十日市村                | 十日市村                | 十日市村                | 勝山村                     | 勝山村                  | 明治34年11月1日 刈羽村                  | 刈羽村                       | 刈羽村                     | 刈羽村                                  | 刈羽村                                  | 刈羽村                       | 刈羽村                            | 刈羽村                       | 刈羽村                      | 刈羽村 |
| 西元寺村                | 西元寺村                | 西元寺村                | 勝山村                     | 勝山村                  | 明治34年11月1日 刈羽村                  | 刈羽村                       | 刈羽村                     | 刈羽村                                  | 刈羽村                                  | 刈羽村                       | 刈羽村                            | 刈羽村                       | 刈羽村                      | 刈羽村 |
| 寺尾村                  | 寺尾村                  | 寺尾村                  | 勝山村                     | 勝山村                  | 明治34年11月1日 刈羽村                  | 刈羽村                       | 刈羽村                     | 刈羽村                                  | 刈羽村                                  | 刈羽村                       | 刈羽村                            | 刈羽村                       | 刈羽村                      | 刈羽村 |
| 入和田村                | 入和田村                | 入和田村                | 勝山村                     | 勝山村                  | 明治34年11月1日 刈羽村                  | 刈羽村                       | 刈羽村                     | 刈羽村                                  | 刈羽村                                  | 刈羽村                       | 刈羽村                            | 刈羽村                       | 刈羽村                      | 刈羽村 |
| 滝谷村                  | 滝谷村                  | 滝谷村                  | 勝山村                     | 勝山村                  | 明治34年11月1日 刈羽村                  | 刈羽村                       | 刈羽村                     | 刈羽村                                  | 刈羽村                                  | 刈羽村                       | 刈羽村                            | 刈羽村                       | 刈羽村                      | 刈羽村 |
| 滝谷新田村              | 滝谷新田村              | 滝谷新田村              | 勝山村                     | 勝山村                  | 明治34年11月1日 刈羽村                  | 刈羽村                       | 刈羽村                     | 刈羽村                                  | 刈羽村                                  | 刈羽村                       | 刈羽村                            | 刈羽村                       | 刈羽村                      | 刈羽村 |
| 宝蔵寺新田              | 宝蔵寺新田              | 宝蔵寺新田              | 勝山村                     | 勝山村                  | 明治34年11月1日 刈羽村                  | 刈羽村                       | 刈羽村                     | 刈羽村                                  | 刈羽村                                  | 刈羽村                       | 刈羽村                            | 刈羽村                       | 刈羽村                      | 刈羽村 |
| 井岡村                  | 井岡村                  | 明治9年 井岡村          | 長原村                     | 長原村                  | 明治34年11月1日 二田村                  | 二田村                       | 二田村                     | 二田村                                  | 二田村                                  | 二田村                       | 昭和34年4月10日 刈羽村に編入      | 刈羽村                       | 刈羽村                      | 刈羽村 |
| 西室西淵新田            |                         | 明治9年 井岡村          | 長原村                     | 長原村                  | 明治34年11月1日 二田村                  | 二田村                       | 二田村                     | 二田村                                  | 二田村                                  | 二田村                       | 昭和34年4月10日 刈羽村に編入      | 刈羽村                       | 刈羽村                      | 刈羽村 |
| 北野村                  | 北野村                  | 北野村                  | 長原村                     | 長原村                  | 明治34年11月1日 二田村                  | 二田村                       | 二田村                     | 二田村                                  | 二田村                                  | 二田村                       | 昭和34年4月10日 西山町            | 西山町                       | 平成17年5月1日 柏崎市に編入 | 柏崎市 |
| 大坪村                  | 大坪村                  | 大坪村                  | 長原村                     | 長原村                  | 明治34年11月1日 二田村                  | 二田村                       | 二田村                     | 二田村                                  | 二田村                                  | 二田村                       | 昭和34年4月10日 西山町            | 西山町                       | 平成17年5月1日 柏崎市に編入 | 柏崎市 |
| 内方村                  | 内方村                  | 内方村                  | 長原村                     | 長原村                  | 明治34年11月1日 二田村                  | 二田村                       | 二田村                     | 二田村                                  | 二田村                                  | 二田村                       | 昭和34年4月10日 西山町            | 西山町                       | 平成17年5月1日 柏崎市に編入 | 柏崎市 |
| 五日市村                | 五日市村                | 五日市村                | 長原村                     | 長原村                  | 明治34年11月1日 二田村                  | 二田村                       | 二田村                     | 二田村                                  | 二田村                                  | 二田村                       | 昭和34年4月10日 西山町            | 西山町                       | 平成17年5月1日 柏崎市に編入 | 柏崎市 |
| 坂田村                  | 坂田村                  | 坂田村                  | 二田村                     | 明治32年4月14日 二田村  | 明治34年11月1日 二田村                  | 二田村                       | 二田村                     | 二田村                                  | 二田村                                  | 二田村                       | 昭和34年4月10日 西山町            | 西山町                       | 平成17年5月1日 柏崎市に編入 | 柏崎市 |
| 二田村                  | 二田村                  | 二田村                  | 二田村                     | 明治32年4月14日 二田村  | 明治34年11月1日 二田村                  | 二田村                       | 二田村                     | 二田村                                  | 二田村                                  | 二田村                       | 昭和34年4月10日 西山町            | 西山町                       | 平成17年5月1日 柏崎市に編入 | 柏崎市 |
| 鬼王村                  | 鬼王村                  | 鬼王村                  | 二田村                     | 明治32年4月14日 二田村  | 明治34年11月1日 二田村                  | 二田村                       | 二田村                     | 二田村                                  | 二田村                                  | 二田村                       | 昭和34年4月10日 西山町            | 西山町                       | 平成17年5月1日 柏崎市に編入 | 柏崎市 |
| 黒部村                  | 黒部村                  | 黒部村                  | 二田村                     | 明治32年4月14日 二田村  | 明治34年11月1日 二田村                  | 二田村                       | 二田村                     | 二田村                                  | 二田村                                  | 二田村                       | 昭和34年4月10日 西山町            | 西山町                       | 平成17年5月1日 柏崎市に編入 | 柏崎市 |
| 和田村                  | 和田村                  | 和田村                  | 二田村                     | 明治32年4月14日 二田村  | 明治34年11月1日 二田村                  | 二田村                       | 二田村                     | 二田村                                  | 二田村                                  | 二田村                       | 昭和34年4月10日 西山町            | 西山町                       | 平成17年5月1日 柏崎市に編入 | 柏崎市 |
| 新保村                  | 新保村                  | 明治10年 新保村         | 二田村                     | 明治32年4月14日 二田村  | 明治34年11月1日 二田村                  | 二田村                       | 二田村                     | 二田村                                  | 二田村                                  | 二田村                       | 昭和34年4月10日 西山町            | 西山町                       | 平成17年5月1日 柏崎市に編入 | 柏崎市 |
| 新保新田                |                         | 明治10年 新保村         | 二田村                     | 明治32年4月14日 二田村  | 明治34年11月1日 二田村                  | 二田村                       | 二田村                     | 二田村                                  | 二田村                                  | 二田村                       | 昭和34年4月10日 西山町            | 西山町                       | 平成17年5月1日 柏崎市に編入 | 柏崎市 |
| 長嶺村                  | 長嶺村                  | 長嶺村                  | 長谷村                     | 明治32年4月14日 二田村  | 明治34年11月1日 二田村                  | 二田村                       | 二田村                     | 二田村                                  | 二田村                                  | 二田村                       | 昭和34年4月10日 西山町            | 西山町                       | 平成17年5月1日 柏崎市に編入 | 柏崎市 |
| 後谷村                  | 後谷村                  | 後谷村                  | 長谷村                     | 明治32年4月14日 二田村  | 明治34年11月1日 二田村                  | 二田村                       | 二田村                     | 二田村                                  | 二田村                                  | 二田村                       | 昭和34年4月10日 西山町            | 西山町                       | 平成17年5月1日 柏崎市に編入 | 柏崎市 |
| 妙法寺村                | 妙法寺村                | 妙法寺村                | 妙法寺村                   | 妙法寺村                | 明治34年11月1日 二田村                  | 二田村                       | 二田村                     | 二田村                                  | 二田村                                  | 二田村                       | 昭和34年4月10日 西山町            | 西山町                       | 平成17年5月1日 柏崎市に編入 | 柏崎市 |
| 石地村                  | 石地村                  | 石地村                  | 石地町                     | 石地町                  | 明治34年11月1日 石地町                  | 石地町                       | 石地町                     | 石地町                                  | 石地町                                  | 昭和31年9月30日 朝日町       | 昭和34年4月10日 西山町            | 西山町                       | 平成17年5月1日 柏崎市に編入 | 柏崎市 |
| 尾町村                  | 尾町村                  | 尾町村                  | 石地町                     | 石地町                  | 明治34年11月1日 石地町                  | 石地町                       | 石地町                     | 石地町                                  | 石地町                                  | 昭和31年9月30日 朝日町       | 昭和34年4月10日 西山町            | 西山町                       | 平成17年5月1日 柏崎市に編入 | 柏崎市 |
| 大津村                  | 大津村                  | 大津村                  | 大田村                     | 大田村                  | 明治34年11月1日 石地町                  | 石地町                       | 石地町                     | 石地町                                  | 石地町                                  | 昭和31年9月30日 朝日町       | 昭和34年4月10日 西山町            | 西山町                       | 平成17年5月1日 柏崎市に編入 | 柏崎市 |
| 大崎村                  | 大崎村                  | 大崎村                  | 大田村                     | 大田村                  | 明治34年11月1日 石地町                  | 石地町                       | 石地町                     | 石地町                                  | 石地町                                  | 昭和31年9月30日 朝日町       | 昭和34年4月10日 西山町            | 西山町                       | 平成17年5月1日 柏崎市に編入 | 柏崎市 |
| 甲田村                  | 甲田村                  | 甲田村                  | 大田村                     | 大田村                  | 明治34年11月1日 石地町                  | 石地町                       | 石地町                     | 石地町                                  | 石地町                                  | 昭和31年9月30日 朝日町       | 昭和34年4月10日 西山町            | 西山町                       | 平成17年5月1日 柏崎市に編入 | 柏崎市 |
| 浜忠村                  | 浜忠村                  | 浜忠村                  | 大田村                     | 大田村                  | 明治34年11月1日 石地町                  | 石地町                       | 石地町                     | 石地町                                  | 石地町                                  | 昭和31年9月30日 朝日町       | 昭和34年4月10日 西山町            | 西山町                       | 平成17年5月1日 柏崎市に編入 | 柏崎市 |
| 別山村                  | 別山村                  | 明治8年 別山村          | 別山村                     | 別山村                  | 明治34年11月1日 内郷村                  | 内郷村                       | 内郷村                     | 内郷村                                  | 内郷村                                  | 昭和31年9月30日 朝日町       | 昭和34年4月10日 西山町            | 西山町                       | 平成17年5月1日 柏崎市に編入 | 柏崎市 |
| 別山新田                |                         | 明治8年 別山村          | 別山村                     | 別山村                  | 明治34年11月1日 内郷村                  | 内郷村                       | 内郷村                     | 内郷村                                  | 内郷村                                  | 昭和31年9月30日 朝日町       | 昭和34年4月10日 西山町            | 西山町                       | 平成17年5月1日 柏崎市に編入 | 柏崎市 |
| 尾之内村                | 尾之内村                | 尾之内村                | 別山村                     | 別山村                  | 明治34年11月1日 内郷村                  | 内郷村                       | 内郷村                     | 内郷村                                  | 内郷村                                  | 昭和31年9月30日 朝日町       | 昭和34年4月10日 西山町            | 西山町                       | 平成17年5月1日 柏崎市に編入 | 柏崎市 |
| 灰爪村                  | 灰爪村                  | 灰爪村                  | 別山村                     | 別山村                  | 明治34年11月1日 内郷村                  | 内郷村                       | 内郷村                     | 内郷村                                  | 内郷村                                  | 昭和31年9月30日 朝日町       | 昭和34年4月10日 西山町            | 西山町                       | 平成17年5月1日 柏崎市に編入 | 柏崎市 |
| 上山田村                | 上山田村                | 上山田村                | 別山村                     | 別山村                  | 明治34年11月1日 内郷村                  | 内郷村                       | 内郷村                     | 内郷村                                  | 内郷村                                  | 昭和31年9月30日 朝日町       | 昭和34年4月10日 西山町            | 西山町                       | 平成17年5月1日 柏崎市に編入 | 柏崎市 |
| 田沢村                  | 田沢村                  | 田沢村                  | 中川村                     | 中川村                  | 明治34年11月1日 内郷村                  | 内郷村                       | 内郷村                     | 内郷村                                  | 内郷村                                  | 昭和31年9月30日 朝日町       | 昭和34年4月10日 西山町            | 西山町                       | 平成17年5月1日 柏崎市に編入 | 柏崎市 |
| 藤掛村                  | 藤掛村                  | 藤掛村                  | 中川村                     | 中川村                  | 明治34年11月1日 内郷村                  | 内郷村                       | 内郷村                     | 内郷村                                  | 内郷村                                  | 昭和31年9月30日 朝日町       | 昭和34年4月10日 西山町            | 西山町                       | 平成17年5月1日 柏崎市に編入 | 柏崎市 |
| 池浦村                  | 池浦村                  | 池浦村                  | 中川村                     | 中川村                  | 明治34年11月1日 内郷村                  | 内郷村                       | 内郷村                     | 内郷村                                  | 内郷村                                  | 昭和31年9月30日 朝日町       | 昭和34年4月10日 西山町            | 西山町                       | 平成17年5月1日 柏崎市に編入 | 柏崎市 |
| 礼拝村                  | 礼拝村                  | 礼拝村                  | 中川村                     | 中川村                  | 明治34年11月1日 内郷村                  | 内郷村                       | 内郷村                     | 内郷村                                  | 内郷村                                  | 昭和31年9月30日 朝日町       | 昭和34年4月10日 西山町            | 西山町                       | 平成17年5月1日 柏崎市に編入 | 柏崎市 |
| 伊毛村                  | 伊毛村                  | 伊毛村                  | 中川村                     | 中川村                  | 明治34年11月1日 内郷村                  | 内郷村                       | 内郷村                     | 内郷村                                  | 内郷村                                  | 昭和31年9月30日 朝日町       | 昭和34年4月10日 西山町            | 西山町                       | 平成17年5月1日 柏崎市に編入 | 柏崎市 |
| 下山田村                | 下山田村                | 下山田村                | 中川村                     | 中川村                  | 明治34年11月1日 内郷村                  | 内郷村                       | 内郷村                     | 内郷村                                  | 内郷村                                  | 昭和31年9月30日 朝日町       | 昭和34年4月10日 西山町            | 西山町                       | 平成17年5月1日 柏崎市に編入 | 柏崎市 |
| 鎌田村                  | 鎌田村                  | 鎌田村                  | 中川村                     | 中川村                  | 明治34年11月1日 内郷村                  | 内郷村                       | 内郷村                     | 内郷村                                  | 内郷村                                  | 昭和31年9月30日 朝日町       | 昭和34年4月10日 西山町            | 西山町                       | 平成17年5月1日 柏崎市に編入 | 柏崎市 |
| 北条村                  | 北条村                  | 北条村                  | 北条村                     | 北条村                  | 明治34年11月1日 北条村                  | 北条村                       | 北条村                     | 北条村                                  | 北条村                                  | 北条村                       | 昭和32年10月1日 北条町            | 昭和46年5月1日 柏崎市に編入  | 柏崎市                      | 柏崎市 |
| 北条村                  | 北条村                  | 明治14年 本条村         | 北条村                     | 北条村                  | 明治34年11月1日 北条村                  | 北条村                       | 北条村                     | 北条村                                  | 北条村                                  | 北条村                       | 昭和32年10月1日 北条町            | 昭和46年5月1日 柏崎市に編入  | 柏崎市                      | 柏崎市 |
| 北条村                  | 北条村                  | 明治14年 東条村         | 北条村                     | 北条村                  | 明治34年11月1日 北条村                  | 北条村                       | 北条村                     | 北条村                                  | 北条村                                  | 北条村                       | 昭和32年10月1日 北条町            | 昭和46年5月1日 柏崎市に編入  | 柏崎市                      | 柏崎市 |
| 長鳥村                  | 長鳥村                  | 明治14年 東長鳥村       | 長鳥村                     | 長鳥村                  | 明治34年11月1日 北条村                  | 北条村                       | 北条村                     | 北条村                                  | 北条村                                  | 北条村                       | 昭和32年10月1日 北条町            | 昭和46年5月1日 柏崎市に編入  | 柏崎市                      | 柏崎市 |
| 長鳥村                  | 長鳥村                  | 明治14年 西長鳥村       | 長鳥村                     | 長鳥村                  | 明治34年11月1日 北条村                  | 北条村                       | 北条村                     | 北条村                                  | 北条村                                  | 北条村                       | 昭和32年10月1日 北条町            | 昭和46年5月1日 柏崎市に編入  | 柏崎市                      | 柏崎市 |
| 小島村                  | 小島村                  | 小島村                  | 小澗村                     | 小澗村                  | 明治34年11月1日 北条村                  | 北条村                       | 北条村                     | 北条村                                  | 北条村                                  | 北条村                       | 昭和32年10月1日 北条町            | 昭和46年5月1日 柏崎市に編入  | 柏崎市                      | 柏崎市 |
| 山澗村                  | 山澗村                  | 山澗村                  | 小澗村                     | 小澗村                  | 明治34年11月1日 北条村                  | 北条村                       | 北条村                     | 北条村                                  | 北条村                                  | 北条村                       | 昭和32年10月1日 北条町            | 昭和46年5月1日 柏崎市に編入  | 柏崎市                      | 柏崎市 |
| 大広田村                | 大広田村                | 大広田村                | 広田村                     | 広田村                  | 明治34年11月1日 北条村                  | 北条村                       | 北条村                     | 北条村                                  | 北条村                                  | 北条村                       | 昭和32年10月1日 北条町            | 昭和46年5月1日 柏崎市に編入  | 柏崎市                      | 柏崎市 |
| 旧広田村                | 旧広田村                | 旧広田村                | 広田村                     | 広田村                  | 明治34年11月1日 北条村                  | 北条村                       | 北条村                     | 北条村                                  | 北条村                                  | 北条村                       | 昭和32年10月1日 北条町            | 昭和46年5月1日 柏崎市に編入  | 柏崎市                      | 柏崎市 |
| 南条村                  | 南条村                  | 明治10年 南条村         | 南条村                     | 南条村                  | 明治34年11月1日 北条村                  | 北条村                       | 北条村                     | 北条村                                  | 北条村                                  | 北条村                       | 昭和32年10月1日 北条町            | 昭和46年5月1日 柏崎市に編入  | 柏崎市                      | 柏崎市 |
| 南条新田                |                         | 明治10年 南条村         | 南条村                     | 南条村                  | 明治34年11月1日 北条村                  | 北条村                       | 北条村                     | 北条村                                  | 北条村                                  | 北条村                       | 昭和32年10月1日 北条町            | 昭和46年5月1日 柏崎市に編入  | 柏崎市                      | 柏崎市 |
| 吉井村                  | 一部                    | 吉井村                  | 吉井村                     | 吉井村                  | 明治34年11月1日 中通村                  | 中通村                       | 中通村                     | 中通村                                  | 中通村                                  | 昭和31年9月30日 北条村に編入 | 昭和32年10月1日 北条町            | 昭和46年5月1日 柏崎市に編入  | 柏崎市                      | 柏崎市 |
| 吉井村                  | 一部を除く              | 吉井村                  | 吉井村                     | 吉井村                  | 明治34年11月1日 中通村                  | 中通村                       | 中通村                     | 中通村                                  | 中通村                                  | 昭和31年9月30日 柏崎市に編入 | 柏崎市                            | 柏崎市                       | 柏崎市                      | 柏崎市 |
| 矢田村                  | 矢田村                  | 矢田村                  | 吉井村                     | 吉井村                  | 明治34年11月1日 中通村                  | 中通村                       | 中通村                     | 中通村                                  | 中通村                                  | 昭和31年9月30日 柏崎市に編入 | 柏崎市                            | 柏崎市                       | 柏崎市                      | 柏崎市 |
| 荒浜村                  | 荒浜村                  | 荒浜村                  | 荒浜村                     | 荒浜村                  | 荒浜村                                  | 荒浜村                       | 荒浜村                     | 荒浜村                                  | 昭和29年7月5日 柏崎市に編入             | 柏崎市                       | 柏崎市                            | 柏崎市                       | 柏崎市                      | 柏崎市 |
| 柏崎町                  | 柏崎町                  | 柏崎町                  | 柏崎町                     | 柏崎町                  | 柏崎町                                  | 柏崎町                       | 昭和15年7月1日 市制 柏崎市 | 柏崎市                                  | 柏崎市                                  | 柏崎市                       | 柏崎市                            | 柏崎市                       | 柏崎市                      | 柏崎市 |
| 大窪村                  | 大窪村                  | 大窪村                  | 大洲村                     | 大洲村                  | 大洲村                                  | 大正13年8月10日 柏崎町に編入 | 昭和15年7月1日 市制 柏崎市 | 柏崎市                                  | 柏崎市                                  | 柏崎市                       | 柏崎市                            | 柏崎市                       | 柏崎市                      | 柏崎市 |
| 中浜村                  | 中浜村                  | 中浜村                  | 大洲村                     | 大洲村                  | 大洲村                                  | 大正13年8月10日 柏崎町に編入 | 昭和15年7月1日 市制 柏崎市 | 柏崎市                                  | 柏崎市                                  | 柏崎市                       | 柏崎市                            | 柏崎市                       | 柏崎市                      | 柏崎市 |
| 下宿村                  | 下宿村                  | 下宿村                  | 下宿村                     | 下宿村                  | 下宿村                                  | 大正13年8月10日 柏崎町に編入 | 昭和15年7月1日 市制 柏崎市 | 柏崎市                                  | 柏崎市                                  | 柏崎市                       | 柏崎市                            | 柏崎市                       | 柏崎市                      | 柏崎市 |
| 比角村                  | 比角村                  | 比角村                  | 比角村                     | 比角村                  | 比角村                                  | 大正15年9月10日 柏崎町に編入 | 昭和15年7月1日 市制 柏崎市 | 柏崎市                                  | 柏崎市                                  | 柏崎市                       | 柏崎市                            | 柏崎市                       | 柏崎市                      | 柏崎市 |
| 鯨波村                  | 鯨波村                  | 鯨波村                  | 鯨波村                     | 鯨波村                  | 鯨波村                                  | 昭和15年4月1日 柏崎町に編入  | 昭和15年7月1日 市制 柏崎市 | 柏崎市                                  | 柏崎市                                  | 柏崎市                       | 柏崎市                            | 柏崎市                       | 柏崎市                      | 柏崎市 |
| 枇杷島村                | 枇杷島村                | 枇杷島村                | 枇杷島村                   | 枇杷島村                | 明治34年11月1日 枇杷島村                | 昭和3年12月1日 柏崎町に編入  | 昭和15年7月1日 市制 柏崎市 | 柏崎市                                  | 柏崎市                                  | 柏崎市                       | 柏崎市                            | 柏崎市                       | 柏崎市                      | 柏崎市 |
| 剣野村                  | 剣野村                  | 剣野村                  | 枇杷島村                   | 枇杷島村                | 明治34年11月1日 枇杷島村                | 昭和3年12月1日 柏崎町に編入  | 昭和15年7月1日 市制 柏崎市 | 柏崎市                                  | 柏崎市                                  | 柏崎市                       | 柏崎市                            | 柏崎市                       | 柏崎市                      | 柏崎市 |
| 半田村                  | 半田村                  | 明治初年頃 半田村       | 鏡里村                     | 鏡里村                  | 明治34年11月1日 枇杷島村                | 昭和3年12月1日 柏崎町に編入  | 昭和15年7月1日 市制 柏崎市 | 柏崎市                                  | 柏崎市                                  | 柏崎市                       | 柏崎市                            | 柏崎市                       | 柏崎市                      | 柏崎市 |
| 小池新田                |                         | 明治初年頃 半田村       | 鏡里村                     | 鏡里村                  | 明治34年11月1日 枇杷島村                | 昭和3年12月1日 柏崎町に編入  | 昭和15年7月1日 市制 柏崎市 | 柏崎市                                  | 柏崎市                                  | 柏崎市                       | 柏崎市                            | 柏崎市                       | 柏崎市                      | 柏崎市 |
| 岩上村                  | 岩上村                  | 岩上村                  | 鏡里村                     | 鏡里村                  | 明治34年11月1日 枇杷島村                | 昭和3年12月1日 柏崎町に編入  | 昭和15年7月1日 市制 柏崎市 | 柏崎市                                  | 柏崎市                                  | 柏崎市                       | 柏崎市                            | 柏崎市                       | 柏崎市                      | 柏崎市 |
| 佐藤池新田              | 佐藤池新田              | 佐藤池新田              | 鏡里村                     | 鏡里村                  | 明治34年11月1日 田尻村                  | 田尻村                       | 田尻村                     | 田尻村                                  | 昭和30年2月1日 柏崎市に編入             | 柏崎市                       | 柏崎市                            | 柏崎市                       | 柏崎市                      | 柏崎市 |
| 軽井川村                | 軽井川村                | 軽井川村                | 鏡里村                     | 鏡里村                  | 明治34年11月1日 田尻村                  | 田尻村                       | 田尻村                     | 田尻村                                  | 昭和30年2月1日 柏崎市に編入             | 柏崎市                       | 柏崎市                            | 柏崎市                       | 柏崎市                      | 柏崎市 |
| 上田尻村                | 上田尻村                | 上田尻村                | 田尻村                     | 田尻村                  | 明治34年11月1日 田尻村                  | 田尻村                       | 田尻村                     | 田尻村                                  | 昭和30年2月1日 柏崎市に編入             | 柏崎市                       | 柏崎市                            | 柏崎市                       | 柏崎市                      | 柏崎市 |
| 下田尻村                | 下田尻村                | 下田尻村                | 田尻村                     | 田尻村                  | 明治34年11月1日 田尻村                  | 田尻村                       | 田尻村                     | 田尻村                                  | 昭和30年2月1日 柏崎市に編入             | 柏崎市                       | 柏崎市                            | 柏崎市                       | 柏崎市                      | 柏崎市 |
| 両田尻村                | 両田尻村                | 両田尻村                | 田尻村                     | 田尻村                  | 明治34年11月1日 田尻村                  | 田尻村                       | 田尻村                     | 田尻村                                  | 昭和30年2月1日 柏崎市に編入             | 柏崎市                       | 柏崎市                            | 柏崎市                       | 柏崎市                      | 柏崎市 |
| 茨目村                  | 茨目村                  | 茨目村                  | 田尻村                     | 田尻村                  | 明治34年11月1日 田尻村                  | 田尻村                       | 田尻村                     | 田尻村                                  | 昭和30年2月1日 柏崎市に編入             | 柏崎市                       | 柏崎市                            | 柏崎市                       | 柏崎市                      | 柏崎市 |
| 安田村                  | 安田村                  | 安田村                  | 安田村                     | 安田村                  | 明治34年11月1日 田尻村                  | 田尻村                       | 田尻村                     | 田尻村                                  | 昭和30年2月1日 柏崎市に編入             | 柏崎市                       | 柏崎市                            | 柏崎市                       | 柏崎市                      | 柏崎市 |
| 平井村                  | 平井村                  | 平井村                  | 平井村                     | 平井村                  | 明治34年11月1日 田尻村                  | 田尻村                       | 田尻村                     | 田尻村                                  | 昭和30年2月1日 柏崎市に編入             | 柏崎市                       | 柏崎市                            | 柏崎市                       | 柏崎市                      | 柏崎市 |
| 堀村                    | 堀村                    | 明治初年頃 堀村         | 豊田村                     | 豊田村                  | 明治34年11月1日 高田村                  | 高田村                       | 高田村                     | 高田村                                  | 昭和30年2月1日 柏崎市に編入             | 柏崎市                       | 柏崎市                            | 柏崎市                       | 柏崎市                      | 柏崎市 |
| 山谷新田                |                         | 明治初年頃 堀村         | 豊田村                     | 豊田村                  | 明治34年11月1日 高田村                  | 高田村                       | 高田村                     | 高田村                                  | 昭和30年2月1日 柏崎市に編入             | 柏崎市                       | 柏崎市                            | 柏崎市                       | 柏崎市                      | 柏崎市 |
| 下方村                  | 下方村                  | 明治10年 下方村         | 豊田村                     | 豊田村                  | 明治34年11月1日 高田村                  | 高田村                       | 高田村                     | 高田村                                  | 昭和30年2月1日 柏崎市に編入             | 柏崎市                       | 柏崎市                            | 柏崎市                       | 柏崎市                      | 柏崎市 |
| 桜井新田                |                         | 明治10年 下方村         | 豊田村                     | 豊田村                  | 明治34年11月1日 高田村                  | 高田村                       | 高田村                     | 高田村                                  | 昭和30年2月1日 柏崎市に編入             | 柏崎市                       | 柏崎市                            | 柏崎市                       | 柏崎市                      | 柏崎市 |
| 上方村                  | 上方村                  | 上方村                  | 豊田村                     | 豊田村                  | 明治34年11月1日 高田村                  | 高田村                       | 高田村                     | 高田村                                  | 昭和30年2月1日 柏崎市に編入             | 柏崎市                       | 柏崎市                            | 柏崎市                       | 柏崎市                      | 柏崎市 |
| 横山村                  | 横山村                  | 横山村                  | 豊田村                     | 豊田村                  | 明治34年11月1日 高田村                  | 高田村                       | 高田村                     | 高田村                                  | 昭和30年2月1日 柏崎市に編入             | 柏崎市                       | 柏崎市                            | 柏崎市                       | 柏崎市                      | 柏崎市 |
| 藤橋村                  | 藤橋村                  | 藤橋村                  | 豊田村                     | 豊田村                  | 明治34年11月1日 高田村                  | 高田村                       | 高田村                     | 高田村                                  | 昭和30年2月1日 柏崎市に編入             | 柏崎市                       | 柏崎市                            | 柏崎市                       | 柏崎市                      | 柏崎市 |
| 南下村                  | 南下村                  | 南下村                  | 豊田村                     | 豊田村                  | 明治34年11月1日 高田村                  | 高田村                       | 高田村                     | 高田村                                  | 昭和30年2月1日 柏崎市に編入             | 柏崎市                       | 柏崎市                            | 柏崎市                       | 柏崎市                      | 柏崎市 |
| 新道村                  | 新道村                  | 新道村                  | 日高村                     | 日高村                  | 明治34年11月1日 高田村                  | 高田村                       | 高田村                     | 高田村                                  | 昭和30年2月1日 柏崎市に編入             | 柏崎市                       | 柏崎市                            | 柏崎市                       | 柏崎市                      | 柏崎市 |
| 大河内新田              | 大河内新田              | 大河内新田              | 日高村                     | 日高村                  | 明治34年11月1日 高田村                  | 高田村                       | 高田村                     | 高田村                                  | 昭和30年2月1日 柏崎市に編入             | 柏崎市                       | 柏崎市                            | 柏崎市                       | 柏崎市                      | 柏崎市 |
| 貝淵村                  | 貝淵村                  | 貝淵村                  | 日高村                     | 日高村                  | 明治34年11月1日 高田村                  | 高田村                       | 高田村                     | 高田村                                  | 昭和30年2月1日 柏崎市に編入             | 柏崎市                       | 柏崎市                            | 柏崎市                       | 柏崎市                      | 柏崎市 |
| 黒滝村                  | 黒滝村                  | 黒滝村                  | 日高村                     | 日高村                  | 明治34年11月1日 高田村                  | 高田村                       | 高田村                     | 高田村                                  | 昭和30年2月1日 柏崎市に編入             | 柏崎市                       | 柏崎市                            | 柏崎市                       | 柏崎市                      | 柏崎市 |
| 中田村                  | 中田村                  | 中田村                  | 旭村                       | 旭村                    | 明治34年11月1日 北鯖石村                | 北鯖石村                     | 北鯖石村                   | 北鯖石村                                | 昭和30年2月1日 柏崎市に編入             | 柏崎市                       | 柏崎市                            | 柏崎市                       | 柏崎市                      | 柏崎市 |
| 上大新田                | 上大新田                | 上大新田                | 旭村                       | 旭村                    | 明治34年11月1日 北鯖石村                | 北鯖石村                     | 北鯖石村                   | 北鯖石村                                | 昭和30年2月1日 柏崎市に編入             | 柏崎市                       | 柏崎市                            | 柏崎市                       | 柏崎市                      | 柏崎市 |
| 畔屋村                  | 畔屋村                  | 畔屋村                  | 旭村                       | 旭村                    | 明治34年11月1日 北鯖石村                | 北鯖石村                     | 北鯖石村                   | 北鯖石村                                | 昭和30年2月1日 柏崎市に編入             | 柏崎市                       | 柏崎市                            | 柏崎市                       | 柏崎市                      | 柏崎市 |
| 与三村                  | 与三村                  | 与三村                  | 旭村                       | 旭村                    | 明治34年11月1日 北鯖石村                | 北鯖石村                     | 北鯖石村                   | 北鯖石村                                | 昭和30年2月1日 柏崎市に編入             | 柏崎市                       | 柏崎市                            | 柏崎市                       | 柏崎市                      | 柏崎市 |
| 藤井村                  | 藤井村                  | 藤井村                  | 藤井村                     | 藤井村                  | 明治34年11月1日 北鯖石村                | 北鯖石村                     | 北鯖石村                   | 北鯖石村                                | 昭和30年2月1日 柏崎市に編入             | 柏崎市                       | 柏崎市                            | 柏崎市                       | 柏崎市                      | 柏崎市 |
| 長浜村                  | 長浜村                  | 長浜村                  | 藤井村                     | 藤井村                  | 明治34年11月1日 北鯖石村                | 北鯖石村                     | 北鯖石村                   | 昭和26年4月1日 柏崎市に編入             | 柏崎市                                  | 柏崎市                       | 柏崎市                            | 柏崎市                       | 柏崎市                      | 柏崎市 |
| 新田畑村                | 新田畑村                | 新田畑村                | 藤井村                     | 藤井村                  | 明治34年11月1日 北鯖石村                | 北鯖石村                     | 北鯖石村                   | 昭和26年4月1日 柏崎市に編入             | 柏崎市                                  | 柏崎市                       | 柏崎市                            | 柏崎市                       | 柏崎市                      | 柏崎市 |
| 田塚村                  | 田塚村                  | 田塚村                  | 藤井村                     | 藤井村                  | 明治34年11月1日 北鯖石村                | 北鯖石村                     | 北鯖石村                   | 昭和26年4月1日 柏崎市に編入             | 柏崎市                                  | 柏崎市                       | 柏崎市                            | 柏崎市                       | 柏崎市                      | 柏崎市 |
| 悪田村                  | 悪田村                  | 悪田村                  | 槇原村                     | 槇原村                  | 明治34年11月1日 西中通村                | 西中通村                     | 西中通村                   | 昭和23年11月1日 柏崎市に編入            | 柏崎市                                  | 柏崎市                       | 柏崎市                            | 柏崎市                       | 柏崎市                      | 柏崎市 |
| 春日村                  | 春日村                  | 春日村                  | 槇原村                     | 槇原村                  | 明治34年11月1日 西中通村                | 西中通村                     | 西中通村                   | 西中通村                                | 昭和29年4月1日 柏崎市に編入             | 柏崎市                       | 柏崎市                            | 柏崎市                       | 柏崎市                      | 柏崎市 |
| 山本村                  | 山本村                  | 山本村                  | 槇原村                     | 槇原村                  | 明治34年11月1日 西中通村                | 西中通村                     | 西中通村                   | 西中通村                                | 昭和29年4月1日 柏崎市に編入             | 柏崎市                       | 柏崎市                            | 柏崎市                       | 柏崎市                      | 柏崎市 |
| 下原村                  | 下原村                  | 下原村                  | 槇原村                     | 槇原村                  | 明治34年11月1日 西中通村                | 西中通村                     | 西中通村                   | 西中通村                                | 昭和29年4月1日 柏崎市に編入             | 柏崎市                       | 柏崎市                            | 柏崎市                       | 柏崎市                      | 柏崎市 |
| 上原村                  | 上原村                  | 明治9年 上原村          | 槇原村                     | 槇原村                  | 明治34年11月1日 西中通村                | 西中通村                     | 西中通村                   | 西中通村                                | 昭和29年4月1日 柏崎市に編入             | 柏崎市                       | 柏崎市                            | 柏崎市                       | 柏崎市                      | 柏崎市 |
| 原新田村                |                         | 明治9年 上原村          | 槇原村                     | 槇原村                  | 明治34年11月1日 西中通村                | 西中通村                     | 西中通村                   | 西中通村                                | 昭和29年4月1日 柏崎市に編入             | 柏崎市                       | 柏崎市                            | 柏崎市                       | 柏崎市                      | 柏崎市 |
| 橋場村                  | 橋場村                  | 明治10年 橋場村         | 槇原村                     | 槇原村                  | 明治34年11月1日 西中通村                | 西中通村                     | 西中通村                   | 西中通村                                | 昭和29年4月1日 柏崎市に編入             | 柏崎市                       | 柏崎市                            | 柏崎市                       | 柏崎市                      | 柏崎市 |
| 黒橋新田                |                         | 明治10年 橋場村         | 槇原村                     | 槇原村                  | 明治34年11月1日 西中通村                | 西中通村                     | 西中通村                   | 西中通村                                | 昭和29年4月1日 柏崎市に編入             | 柏崎市                       | 柏崎市                            | 柏崎市                       | 柏崎市                      | 柏崎市 |
| 剣村                    | 剣村                    | 剣村                    | 日吉村                     | 日吉村                  | 明治34年11月1日 西中通村                | 西中通村                     | 西中通村                   | 西中通村                                | 昭和29年4月1日 柏崎市に編入             | 柏崎市                       | 柏崎市                            | 柏崎市                       | 柏崎市                      | 柏崎市 |
| 土合村                  | 土合村                  | 土合村                  | 日吉村                     | 日吉村                  | 明治34年11月1日 西中通村                | 西中通村                     | 西中通村                   | 西中通村                                | 昭和29年4月1日 柏崎市に編入             | 柏崎市                       | 柏崎市                            | 柏崎市                       | 柏崎市                      | 柏崎市 |
| 土合新田                | 土合新田                | 土合新田                | 日吉村                     | 日吉村                  | 明治34年11月1日 西中通村                | 西中通村                     | 西中通村                   | 西中通村                                | 昭和29年4月1日 柏崎市に編入             | 柏崎市                       | 柏崎市                            | 柏崎市                       | 柏崎市                      | 柏崎市 |
| 下大新田                | 下大新田                | 下大新田                | 日吉村                     | 日吉村                  | 明治34年11月1日 西中通村                | 西中通村                     | 西中通村                   | 西中通村                                | 昭和29年4月1日 柏崎市に編入             | 柏崎市                       | 柏崎市                            | 柏崎市                       | 柏崎市                      | 柏崎市 |
| 長崎村                  | 長崎村                  | 長崎村                  | 日吉村                     | 日吉村                  | 明治34年11月1日 西中通村                | 西中通村                     | 西中通村                   | 西中通村                                | 昭和29年4月1日 柏崎市に編入             | 柏崎市                       | 柏崎市                            | 柏崎市                       | 柏崎市                      | 柏崎市 |
| 長崎新田                | 長崎新田                | 長崎新田                | 日吉村                     | 日吉村                  | 明治34年11月1日 西中通村                | 西中通村                     | 西中通村                   | 西中通村                                | 昭和29年4月1日 柏崎市に編入             | 柏崎市                       | 柏崎市                            | 柏崎市                       | 柏崎市                      | 柏崎市 |
| 大沢村                  | 大沢村                  | 大沢村                  | 大沢村                     | 大沢村                  | 明治34年11月1日 南鯖石村                | 南鯖石村                     | 南鯖石村                   | 南鯖石村                                | 南鯖石村                                | 南鯖石村                     | 昭和32年7月5日 柏崎市に編入       | 柏崎市                       | 柏崎市                      | 柏崎市 |
| 山室村                  | 山室村                  | 山室村                  | 山室村                     | 山室村                  | 明治34年11月1日 南鯖石村                | 南鯖石村                     | 南鯖石村                   | 南鯖石村                                | 南鯖石村                                | 南鯖石村                     | 昭和32年7月5日 柏崎市に編入       | 柏崎市                       | 柏崎市                      | 柏崎市 |
| 石曽根村                | 石曽根村                | 石曽根村                | 石曽根村                   | 石曽根村                | 明治34年11月1日 南鯖石村                | 南鯖石村                     | 南鯖石村                   | 南鯖石村                                | 南鯖石村                                | 南鯖石村                     | 昭和32年7月5日 柏崎市に編入       | 柏崎市                       | 柏崎市                      | 柏崎市 |
| 森近村                  | 森近村                  | 森近村                  | 森近村                     | 森近村                  | 明治34年11月1日 南鯖石村                | 南鯖石村                     | 南鯖石村                   | 南鯖石村                                | 南鯖石村                                | 南鯖石村                     | 昭和32年7月5日 柏崎市に編入       | 柏崎市                       | 柏崎市                      | 柏崎市 |
| 善根村                  | 善根村                  | 明治10年 善根村         | 善根村                     | 善根村                  | 明治34年11月1日 中鯖石村                | 中鯖石村                     | 中鯖石村                   | 中鯖石村                                | 中鯖石村                                | 中鯖石村                     | 昭和32年7月5日 柏崎市に編入       | 柏崎市                       | 柏崎市                      | 柏崎市 |
| 北川原村                |                         | 明治10年 善根村         | 善根村                     | 善根村                  | 明治34年11月1日 中鯖石村                | 中鯖石村                     | 中鯖石村                   | 中鯖石村                                | 中鯖石村                                | 中鯖石村                     | 昭和32年7月5日 柏崎市に編入       | 柏崎市                       | 柏崎市                      | 柏崎市 |
| 与板村                  | 与板村                  | 与板村                  | 秋津村                     | 秋津村                  | 明治34年11月1日 中鯖石村                | 中鯖石村                     | 中鯖石村                   | 中鯖石村                                | 中鯖石村                                | 中鯖石村                     | 昭和32年7月5日 柏崎市に編入       | 柏崎市                       | 柏崎市                      | 柏崎市 |
| 宮平村                  | 宮平村                  | 宮平村                  | 秋津村                     | 秋津村                  | 明治34年11月1日 中鯖石村                | 中鯖石村                     | 中鯖石村                   | 中鯖石村                                | 中鯖石村                                | 中鯖石村                     | 昭和32年7月5日 柏崎市に編入       | 柏崎市                       | 柏崎市                      | 柏崎市 |
| 加納村                  | 加納村                  | 加納村                  | 加納村                     | 加納村                  | 明治34年11月1日 中鯖石村                | 中鯖石村                     | 中鯖石村                   | 中鯖石村                                | 中鯖石村                                | 中鯖石村                     | 昭和32年7月5日 柏崎市に編入       | 柏崎市                       | 柏崎市                      | 柏崎市 |
| 椎谷町                  | 椎谷町                  | 椎谷町                  | 椎谷町                     | 椎谷町                  | 明治34年11月1日 高浜町                  | 高浜町                       | 高浜町                     | 高浜町                                  | 高浜町                                  | 高浜町                       | 昭和32年4月1日 柏崎市に編入       | 柏崎市                       | 柏崎市                      | 柏崎市 |
| 宮川村                  | 宮川村                  | 宮川村                  | 宮川町                     | 宮川町                  | 明治34年11月1日 高浜町                  | 高浜町                       | 高浜町                     | 高浜町                                  | 高浜町                                  | 高浜町                       | 昭和32年4月1日 柏崎市に編入       | 柏崎市                       | 柏崎市                      | 柏崎市 |
| 十日市村（一部）        | 十日市村（一部）        | 明治13年 起立 大湊村    | 宮川町                     | 宮川町                  | 明治34年11月1日 高浜町                  | 高浜町                       | 高浜町                     | 高浜町                                  | 高浜町                                  | 高浜町                       | 昭和32年4月1日 柏崎市に編入       | 柏崎市                       | 柏崎市                      | 柏崎市 |
| 城川原村                | 城川原村                | 明治6年 上条村          | 上条村                     | 上条村                  | 明治34年11月1日 上条村                  | 上条村                       | 上条村                     | 上条村                                  | 上条村                                  | 昭和31年9月30日 黒姫村       | 昭和32年4月1日 柏崎市に編入       | 柏崎市                       | 柏崎市                      | 柏崎市 |
| 善根村下組              |                         | 明治6年 上条村          | 上条村                     | 上条村                  | 明治34年11月1日 上条村                  | 上条村                       | 上条村                     | 上条村                                  | 上条村                                  | 昭和31年9月30日 黒姫村       | 昭和32年4月1日 柏崎市に編入       | 柏崎市                       | 柏崎市                      | 柏崎市 |
| 宮窪村                  | 宮窪村                  | 宮窪村                  | 上条村                     | 上条村                  | 明治34年11月1日 上条村                  | 上条村                       | 上条村                     | 上条村                                  | 上条村                                  | 昭和31年9月30日 黒姫村       | 昭和32年4月1日 柏崎市に編入       | 柏崎市                       | 柏崎市                      | 柏崎市 |
| 山口村                  | 山口村                  | 山口村                  | 上条村                     | 上条村                  | 明治34年11月1日 上条村                  | 上条村                       | 上条村                     | 上条村                                  | 上条村                                  | 昭和31年9月30日 黒姫村       | 昭和32年4月1日 柏崎市に編入       | 柏崎市                       | 柏崎市                      | 柏崎市 |
| 古町村                  | 古町村                  | 古町村                  | 上条村                     | 上条村                  | 明治34年11月1日 上条村                  | 上条村                       | 上条村                     | 上条村                                  | 上条村                                  | 昭和31年9月30日 黒姫村       | 昭和32年4月1日 柏崎市に編入       | 柏崎市                       | 柏崎市                      | 柏崎市 |
| 芋川村                  | 芋川村                  | 芋川村                  | 上条村                     | 上条村                  | 明治34年11月1日 上条村                  | 上条村                       | 上条村                     | 上条村                                  | 上条村                                  | 昭和31年9月30日 黒姫村       | 昭和32年4月1日 柏崎市に編入       | 柏崎市                       | 柏崎市                      | 柏崎市 |
| 小田山新田              | 小田山新田              | 小田山新田              | 上条村                     | 上条村                  | 明治34年11月1日 上条村                  | 上条村                       | 上条村                     | 上条村                                  | 上条村                                  | 昭和31年9月30日 黒姫村       | 昭和32年4月1日 柏崎市に編入       | 柏崎市                       | 柏崎市                      | 柏崎市 |
| 佐水村                  | 佐水村                  | 佐水村                  | 上条村                     | 上条村                  | 明治34年11月1日 上条村                  | 上条村                       | 上条村                     | 上条村                                  | 上条村                                  | 昭和31年9月30日 黒姫村       | 昭和32年4月1日 柏崎市に編入       | 柏崎市                       | 柏崎市                      | 柏崎市 |
| 久米村                  | 久米村                  | 久米村                  | 別俣村                     | 別俣村                  | 明治34年11月1日 上条村                  | 上条村                       | 上条村                     | 上条村                                  | 上条村                                  | 昭和31年9月30日 黒姫村       | 黒姫村                            | 昭和43年11月1日 柏崎市に編入 | 柏崎市                      | 柏崎市 |
| 水上村                  | 水上村                  | 水上村                  | 別俣村                     | 別俣村                  | 明治34年11月1日 上条村                  | 上条村                       | 上条村                     | 上条村                                  | 上条村                                  | 昭和31年9月30日 黒姫村       | 黒姫村                            | 昭和43年11月1日 柏崎市に編入 | 柏崎市                      | 柏崎市 |
| 細越村                  | 細越村                  | 細越村                  | 別俣村                     | 別俣村                  | 明治34年11月1日 上条村                  | 上条村                       | 上条村                     | 上条村                                  | 上条村                                  | 昭和31年9月30日 黒姫村       | 黒姫村                            | 昭和43年11月1日 柏崎市に編入 | 柏崎市                      | 柏崎市 |
| 野田村                  | 野田村                  | 野田村                  | 野田村                     | 野田村                  | 明治34年11月1日 野田村                  | 野田村                       | 野田村                     | 野田村                                  | 野田村                                  | 昭和31年9月30日 黒姫村       | 黒姫村                            | 昭和43年11月1日 柏崎市に編入 | 柏崎市                      | 柏崎市 |
| 宮川新田                | 宮川新田                | 宮川新田                | 野田村                     | 野田村                  | 明治34年11月1日 野田村                  | 野田村                       | 野田村                     | 野田村                                  | 野田村                                  | 昭和31年9月30日 黒姫村       | 黒姫村                            | 昭和43年11月1日 柏崎市に編入 | 柏崎市                      | 柏崎市 |
| 田屋村                  | 田屋村                  | 田屋村                  | 田沢村                     | 田沢村                  | 明治34年11月1日 野田村                  | 野田村                       | 野田村                     | 野田村                                  | 野田村                                  | 昭和31年9月30日 黒姫村       | 黒姫村                            | 昭和43年11月1日 柏崎市に編入 | 柏崎市                      | 柏崎市 |
| 木沢村                  | 木沢村                  | 木沢村                  | 田沢村                     | 田沢村                  | 明治34年11月1日 野田村                  | 野田村                       | 野田村                     | 野田村                                  | 野田村                                  | 昭和31年9月30日 黒姫村       | 黒姫村                            | 昭和43年11月1日 柏崎市に編入 | 柏崎市                      | 柏崎市 |
| 女谷村                  | 女谷村                  | 女谷村                  | 女谷村                     | 女谷村                  | 明治34年11月1日 鵜川村                  | 鵜川村                       | 鵜川村                     | 鵜川村                                  | 鵜川村                                  | 昭和31年9月30日 黒姫村       | 黒姫村                            | 昭和43年11月1日 柏崎市に編入 | 柏崎市                      | 柏崎市 |
| 市野新田                | 市野新田                | 市野新田                | 女谷村                     | 女谷村                  | 明治34年11月1日 鵜川村                  | 鵜川村                       | 鵜川村                     | 鵜川村                                  | 鵜川村                                  | 昭和31年9月30日 黒姫村       | 黒姫村                            | 昭和43年11月1日 柏崎市に編入 | 柏崎市                      | 柏崎市 |
| 清水谷村                | 清水谷村                | 清水谷村                | 女谷村                     | 女谷村                  | 明治34年11月1日 鵜川村                  | 鵜川村                       | 鵜川村                     | 鵜川村                                  | 鵜川村                                  | 昭和31年9月30日 黒姫村       | 黒姫村                            | 昭和43年11月1日 柏崎市に編入 | 柏崎市                      | 柏崎市 |
| 谷川新田                | 谷川新田                | 谷川新田                | 女谷村                     | 女谷村                  | 明治34年11月1日 鵜川村                  | 鵜川村                       | 鵜川村                     | 鵜川村                                  | 鵜川村                                  | 昭和31年9月30日 黒姫村       | 黒姫村                            | 昭和43年11月1日 柏崎市に編入 | 柏崎市                      | 柏崎市 |
| 折居村                  | 折居村                  | 折居村                  | 折居村                     | 折居村                  | 明治34年11月1日 鵜川村                  | 鵜川村                       | 鵜川村                     | 鵜川村                                  | 鵜川村                                  | 昭和31年9月30日 黒姫村       | 黒姫村                            | 昭和43年11月1日 柏崎市に編入 | 柏崎市                      | 柏崎市 |
| 荻ノ島村                | 荻ノ島村                | 荻ノ島村                | 荻ノ島村                   | 荻ノ島村                | 明治34年11月1日 高柳村                  | 高柳村                       | 高柳村                     | 高柳村                                  | 高柳村                                  | 昭和30年11月3日 高柳町       | 高柳町                            | 高柳町                       | 平成17年5月1日 柏崎市に編入 | 柏崎市 |
| 栃ヶ原村                | 栃ヶ原村                | 栃ヶ原村                | 栃ヶ原村                   | 栃ヶ原村                | 明治34年11月1日 高柳村                  | 高柳村                       | 高柳村                     | 高柳村                                  | 高柳村                                  | 昭和30年11月3日 高柳町       | 高柳町                            | 高柳町                       | 平成17年5月1日 柏崎市に編入 | 柏崎市 |
| 漆島村                  | 漆島村                  | 漆島村                  | 漆島村                     | 漆島村                  | 明治34年11月1日 高柳村                  | 高柳村                       | 高柳村                     | 高柳村                                  | 高柳村                                  | 昭和30年11月3日 高柳町       | 高柳町                            | 高柳町                       | 平成17年5月1日 柏崎市に編入 | 柏崎市 |
| 高尾村                  | 高尾村                  | 高尾村                  | 高尾村                     | 高尾村                  | 明治34年11月1日 高柳村                  | 高柳村                       | 高柳村                     | 高柳村                                  | 高柳村                                  | 昭和30年11月3日 高柳町       | 高柳町                            | 高柳町                       | 平成17年5月1日 柏崎市に編入 | 柏崎市 |
| 岡野町村                | 岡野町村                | 岡野町村                | 岡野町村                   | 岡野町村                | 明治34年11月1日 高柳村                  | 高柳村                       | 高柳村                     | 高柳村                                  | 高柳村                                  | 昭和30年11月3日 高柳町       | 高柳町                            | 高柳町                       | 平成17年5月1日 柏崎市に編入 | 柏崎市 |
| 山中村                  | 山中村                  | 山中村                  | 山中村                     | 山中村                  | 明治34年11月1日 高柳村                  | 高柳村                       | 高柳村                     | 高柳村                                  | 高柳村                                  | 昭和30年11月3日 高柳町       | 高柳町                            | 高柳町                       | 平成17年5月1日 柏崎市に編入 | 柏崎市 |
| 岡田村                  | 岡田村                  | 岡田村                  | 岡田村                     | 岡田村                  | 明治34年11月1日 高柳村                  | 高柳村                       | 高柳村                     | 高柳村                                  | 高柳村                                  | 昭和30年11月3日 高柳町       | 高柳町                            | 高柳町                       | 平成17年5月1日 柏崎市に編入 | 柏崎市 |
| 門出新田                | 門出新田                | 明治10年 門出村         | 門出村                     | 門出村                  | 明治34年11月1日 高柳村                  | 高柳村                       | 高柳村                     | 高柳村                                  | 高柳村                                  | 昭和30年11月3日 高柳町       | 高柳町                            | 高柳町                       | 平成17年5月1日 柏崎市に編入 | 柏崎市 |
| 門出村                  | 一部を除く              | 明治10年 門出村         | 門出村                     | 門出村                  | 明治34年11月1日 高柳村                  | 高柳村                       | 高柳村                     | 高柳村                                  | 高柳村                                  | 昭和30年11月3日 高柳町       | 高柳町                            | 高柳町                       | 平成17年5月1日 柏崎市に編入 | 柏崎市 |
| 門出村                  | 一部                    | 明治10年 門出村         | 石黒村                     | 石黒村                  | 石黒村                                  | 石黒村                       | 石黒村                     | 石黒村                                  | 昭和30年4月1日 高柳村に編入             | 昭和30年11月3日 高柳町       | 高柳町                            | 高柳町                       | 平成17年5月1日 柏崎市に編入 | 柏崎市 |
| 石黒村                  | 石黒村                  | 石黒村                  | 石黒村                     | 石黒村                  | 石黒村                                  | 石黒村                       | 石黒村                     | 石黒村                                  | 昭和30年4月1日 高柳村に編入             | 昭和30年11月3日 高柳町       | 高柳町                            | 高柳町                       | 平成17年5月1日 柏崎市に編入 | 柏崎市 |
| 東頸城郡清水村 （一部） | 東頸城郡清水村 （一部） | 東頸城郡清水村 （一部） | 東頸城郡 峰方村 （一部）   | 東頸城郡峰方村 （一部） | 明治34年11月1日 東頸城郡松代村 （一部） | 東頸城郡松代村（一部）       | 東頸城郡松代村（一部）     | 昭和29年3月31日 東頸城郡松代村 （一部） | 昭和29年10月1日 東頸城郡松代町 （一部） | 昭和31年1月1日 高柳町に編入  | 高柳町                            | 高柳町                       | 平成17年5月1日 柏崎市に編入 | 柏崎市 |
| 東頸城郡田代村 （一部） | 東頸城郡田代村 （一部） | 東頸城郡田代村 （一部） | 東頸城郡 山平村 （一部）   | 東頸城郡山平村 （一部） | 明治34年11月1日 東頸城郡北山村 （一部） | 東頸城郡北山村（一部）       | 東頸城郡北山村（一部）     | 昭和29年3月31日 東頸城郡松代村 （一部） | 昭和29年10月1日 東頸城郡松代町 （一部） | 東頸城郡松代町（一部）       | 東頸城郡松代町（一部）            | 昭和60年4月1日 高柳町に編入  | 平成17年5月1日 柏崎市に編入 | 柏崎市 |
| 中魚沼郡仙田村 （大貝） | 中魚沼郡仙田村 （大貝） | 中魚沼郡仙田村 （一部） | 中魚沼郡 仙田村 （一部）   | 中魚沼郡仙田村 （一部） | 中魚沼郡仙田村 （一部）                 | 中魚沼郡仙田村（一部）       | 中魚沼郡仙田村（一部）     | 昭和27年7月1日 上小国村に編入           | 上小国村                                | 昭和31年9月30日 小国町       | 昭和31年9月30日 小国町            | 小国町                       | 平成17年4月1日 長岡市に編入 | 長岡市 |
| 森光村                  | 森光村                  | 森光村                  | 森光村                     | 明治33年2月23日 森山村  | 明治34年11月1日 上小国村                | 上小国村                     | 上小国村                   | 上小国村                                | 上小国村                                | 昭和31年9月30日 小国町       | 昭和31年9月30日 小国町            | 小国町                       | 平成17年4月1日 長岡市に編入 | 長岡市 |
| 小栗山村                | 小栗山村                | 小栗山村                | 小栗山村                   | 明治33年2月23日 森山村  | 明治34年11月1日 上小国村                | 上小国村                     | 上小国村                   | 上小国村                                | 上小国村                                | 昭和31年9月30日 小国町       | 昭和31年9月30日 小国町            | 小国町                       | 平成17年4月1日 長岡市に編入 | 長岡市 |
| 原村                    | 原村                    | 明治10年 原村           | 増田村                     | 増田村                  | 明治34年11月1日 上小国村                | 上小国村                     | 上小国村                   | 上小国村                                | 上小国村                                | 昭和31年9月30日 小国町       | 昭和31年9月30日 小国町            | 小国町                       | 平成17年4月1日 長岡市に編入 | 長岡市 |
| 増沢村                  |                         | 明治10年 原村           | 増田村                     | 増田村                  | 明治34年11月1日 上小国村                | 上小国村                     | 上小国村                   | 上小国村                                | 上小国村                                | 昭和31年9月30日 小国町       | 昭和31年9月30日 小国町            | 小国町                       | 平成17年4月1日 長岡市に編入 | 長岡市 |
| 山野田村                | 山野田村                | 山野田村                | 増田村                     | 増田村                  | 明治34年11月1日 上小国村                | 上小国村                     | 上小国村                   | 上小国村                                | 上小国村                                | 昭和31年9月30日 小国町       | 昭和31年9月30日 小国町            | 小国町                       | 平成17年4月1日 長岡市に編入 | 長岡市 |
| 苔野島村                | 苔野島村                | 苔野島村                | 増田村                     | 増田村                  | 明治34年11月1日 上小国村                | 上小国村                     | 上小国村                   | 上小国村                                | 上小国村                                | 昭和31年9月30日 小国町       | 昭和31年9月30日 小国町            | 小国町                       | 平成17年4月1日 長岡市に編入 | 長岡市 |
| 三桶村                  | 三桶村                  | 三桶村                  | 増田村                     | 増田村                  | 明治34年11月1日 上小国村                | 上小国村                     | 上小国村                   | 上小国村                                | 上小国村                                | 昭和31年9月30日 小国町       | 昭和31年9月30日 小国町            | 小国町                       | 平成17年4月1日 長岡市に編入 | 長岡市 |
| 法末村                  | 法末村                  | 法末村                  | 法末村                     | 法末村                  | 明治34年11月1日 上小国村                | 上小国村                     | 上小国村                   | 上小国村                                | 上小国村                                | 昭和31年9月30日 小国町       | 昭和31年9月30日 小国町            | 小国町                       | 平成17年4月1日 長岡市に編入 | 長岡市 |
| 諏訪井村                | 諏訪井村                | 明治10年 諏訪井村       | 結城野村                   | 結城野村                | 明治34年11月1日 上小国村                | 上小国村                     | 上小国村                   | 上小国村                                | 上小国村                                | 昭和31年9月30日 小国町       | 昭和31年9月30日 小国町            | 小国町                       | 平成17年4月1日 長岡市に編入 | 長岡市 |
| 島屋敷村                |                         | 明治10年 諏訪井村       | 結城野村                   | 結城野村                | 明治34年11月1日 上小国村                | 上小国村                     | 上小国村                   | 上小国村                                | 上小国村                                | 昭和31年9月30日 小国町       | 昭和31年9月30日 小国町            | 小国町                       | 平成17年4月1日 長岡市に編入 | 長岡市 |
| 島新田                  |                         | 明治10年 諏訪井村       | 結城野村                   | 結城野村                | 明治34年11月1日 上小国村                | 上小国村                     | 上小国村                   | 上小国村                                | 上小国村                                | 昭和31年9月30日 小国町       | 昭和31年9月30日 小国町            | 小国町                       | 平成17年4月1日 長岡市に編入 | 長岡市 |
| 太郎丸村                | 太郎丸村                | 太郎丸村                | 結城野村                   | 結城野村                | 明治34年11月1日 上小国村                | 上小国村                     | 上小国村                   | 上小国村                                | 上小国村                                | 昭和31年9月30日 小国町       | 昭和31年9月30日 小国町            | 小国町                       | 平成17年4月1日 長岡市に編入 | 長岡市 |
| 小国沢村                | 小国沢村                | 小国沢村                | 結城野村                   | 結城野村                | 明治34年11月1日 上小国村                | 上小国村                     | 上小国村                   | 上小国村                                | 上小国村                                | 昭和31年9月30日 小国町       | 昭和31年9月30日 小国町            | 小国町                       | 平成17年4月1日 長岡市に編入 | 長岡市 |
| 上岩田村                | 上岩田村                | 上岩田村                | 結城野村                   | 結城野村                | 明治34年11月1日 上小国村                | 上小国村                     | 上小国村                   | 上小国村                                | 上小国村                                | 昭和31年9月30日 小国町       | 昭和31年9月30日 小国町            | 小国町                       | 平成17年4月1日 長岡市に編入 | 長岡市 |
| 楢沢村                  | 楢沢村                  | 楢沢村                  | 結城野村                   | 結城野村                | 明治34年11月1日 上小国村                | 上小国村                     | 上小国村                   | 上小国村                                | 上小国村                                | 昭和31年9月30日 小国町       | 昭和31年9月30日 小国町            | 小国町                       | 平成17年4月1日 長岡市に編入 | 長岡市 |
| 新町村                  | 新町村                  | 新町村                  | 中里村                     | 中里村                  | 中里村                                  | 中里村                       | 中里村                     | 昭和24年7月1日 小国村                   | 昭和24年7月1日 小国村                   | 昭和31年9月30日 小国町       | 昭和31年9月30日 小国町            | 小国町                       | 平成17年4月1日 長岡市に編入 | 長岡市 |
| 相野原村                | 相野原村                | 相野原村                | 中里村                     | 中里村                  | 中里村                                  | 中里村                       | 中里村                     | 昭和24年7月1日 小国村                   | 昭和24年7月1日 小国村                   | 昭和31年9月30日 小国町       | 昭和31年9月30日 小国町            | 小国町                       | 平成17年4月1日 長岡市に編入 | 長岡市 |
| 二本柳村                | 二本柳村                | 二本柳村                | 中里村                     | 中里村                  | 中里村                                  | 中里村                       | 中里村                     | 昭和24年7月1日 小国村                   | 昭和24年7月1日 小国村                   | 昭和31年9月30日 小国町       | 昭和31年9月30日 小国町            | 小国町                       | 平成17年4月1日 長岡市に編入 | 長岡市 |
| 上谷内新田              | 上谷内新田              | 上谷内新田              | 中里村                     | 中里村                  | 中里村                                  | 中里村                       | 中里村                     | 昭和24年7月1日 小国村                   | 昭和24年7月1日 小国村                   | 昭和31年9月30日 小国町       | 昭和31年9月30日 小国町            | 小国町                       | 平成17年4月1日 長岡市に編入 | 長岡市 |
| 法坂村                  | 法坂村                  | 法坂村                  | 中里村                     | 中里村                  | 中里村                                  | 中里村                       | 中里村                     | 昭和24年7月1日 小国村                   | 昭和24年7月1日 小国村                   | 昭和31年9月30日 小国町       | 昭和31年9月30日 小国町            | 小国町                       | 平成17年4月1日 長岡市に編入 | 長岡市 |
| 桐沢村                  | 桐沢村                  | 桐沢村                  | 中里村                     | 中里村                  | 中里村                                  | 中里村                       | 中里村                     | 昭和24年7月1日 小国村                   | 昭和24年7月1日 小国村                   | 昭和31年9月30日 小国町       | 昭和31年9月30日 小国町            | 小国町                       | 平成17年4月1日 長岡市に編入 | 長岡市 |
| 七日町村                | 七日町村                | 七日町村                | 七日町村                   | 七日町村                | 七日町村                                | 七日町村                     | 七日町村                   | 昭和24年7月1日 小国村                   | 昭和24年7月1日 小国村                   | 昭和31年9月30日 小国町       | 昭和31年9月30日 小国町            | 小国町                       | 平成17年4月1日 長岡市に編入 | 長岡市 |
| 武石村                  | 武石村                  | 武石村                  | 武石村                     | 武石村                  | 武石村                                  | 武石村                       | 武石村                     | 昭和24年7月1日 小国村                   | 昭和24年7月1日 小国村                   | 昭和31年9月30日 小国町       | 昭和31年9月30日 小国町            | 小国町                       | 平成17年4月1日 長岡市に編入 | 長岡市 |
| 横沢村                  | 横沢村                  | 横沢村                  | 横沢村                     | 横沢村                  | 横沢村                                  | 横沢村                       | 横沢村                     | 昭和24年7月1日 小国村                   | 昭和24年7月1日 小国村                   | 昭和31年9月30日 小国町       | 昭和31年9月30日 小国町            | 小国町                       | 平成17年4月1日 長岡市に編入 | 長岡市 |
| 山横沢村                | 山横沢村                | 山横沢村                | 山横沢村                   | 山横沢村                | 山横沢村                                | 山横沢村                     | 山横沢村                   | 山横沢村                                | 昭和30年1月10日 小国村に編入            | 昭和31年9月30日 小国町       | 昭和31年9月30日 小国町            | 小国町                       | 平成17年4月1日 長岡市に編入 | 長岡市 |
| 千谷沢村                | 一部                    | 千谷沢村                | 千谷沢村                   | 千谷沢村                | 千谷沢村                                | 千谷沢村                     | 千谷沢村                   | 千谷沢村                                | 千谷沢村                                | 千谷沢村                     | 昭和32年7月5日 小国町に編入       | 小国町                       | 平成17年4月1日 長岡市に編入 | 長岡市 |
| 千谷沢村                | 一部                    | 千谷沢村                | 千谷沢村                   | 千谷沢村                | 千谷沢村                                | 千谷沢村                     | 千谷沢村                   | 千谷沢村                                | 千谷沢村                                | 千谷沢村                     | 昭和32年7月5日 三島郡越路町に編入 | 三島郡越路町                 | 平成17年4月1日 長岡市に編入 | 長岡市 |
| 上新田村                | 一部                    | 上新田村                | 千谷沢村                   | 千谷沢村                | 千谷沢村                                | 千谷沢村                     | 千谷沢村                   | 千谷沢村                                | 千谷沢村                                | 千谷沢村                     | 昭和32年7月5日 三島郡越路町に編入 | 三島郡越路町                 | 平成17年4月1日 長岡市に編入 | 長岡市 |
| 上新田村                | 一部                    | 上新田村                | 千谷沢村                   | 千谷沢村                | 千谷沢村                                | 千谷沢村                     | 千谷沢村                   | 千谷沢村                                | 千谷沢村                                | 千谷沢村                     | 昭和32年7月5日 小国町に編入       | 小国町                       | 平成17年4月1日 長岡市に編入 | 長岡市 |
| 下新田村                | 一部                    | 下新田村                | 千谷沢村                   | 千谷沢村                | 千谷沢村                                | 千谷沢村                     | 千谷沢村                   | 千谷沢村                                | 千谷沢村                                | 千谷沢村                     | 昭和32年7月5日 小国町に編入       | 小国町                       | 平成17年4月1日 長岡市に編入 | 長岡市 |
| 下新田村                | 一部                    | 下新田村                | 千谷沢村                   | 千谷沢村                | 千谷沢村                                | 千谷沢村                     | 千谷沢村                   | 千谷沢村                                | 千谷沢村                                | 千谷沢村                     | 昭和32年7月5日 三島郡越路町に編入 | 三島郡越路町                 | 平成17年4月1日 長岡市に編入 | 長岡市 |

## 行政
歴代郡長
| 代 | 氏名 | 就任年月日               | 退任年月日                | 備考                   |
| -- | ---- | ------------------------ | ------------------------- | ---------------------- |
| 1  |      | 明治12年（1879年）4月9日 |                           |                        |
|    |      |                          | 大正15年（1926年）6月30日 | 郡役所廃止により、廃官 |